# Diocesi di Erexim
La diocesi di Erexim (in latino: Dioecesis Ereximensis) è una sede della Chiesa cattolica in Brasile suffraganea dell'arcidiocesi di Passo Fundo. Nel 2023 contava 185.000 battezzati su 232.000 abitanti. È retta dal vescovo Adimir Antônio Mazali.

## Territorio
La diocesi comprende 30 comuni nella parte settentrionale dello stato brasiliano del Rio Grande do Sul: Erechim, Aratiba, Áurea, Barão de Cotegipe, Barra do Rio Azul, Benjamin Constant do Sul, Campinas do Sul, Carlos Gomes, Centenário, Cruzaltense, Entre Rios do Sul, Erebango, Erval Grande, Estação, Faxinalzinho, Floriano Peixoto, Gaurama, Getúlio Vargas, Ipiranga do Sul, Itatiba do Sul, Jacutinga, Marcelino Ramos, Mariano Moro, Paulo Bento, Ponte Preta, Quatro Irmãos, São Valentim, Severiano de Almeida, Três Arroios e Viadutos.
Sede vescovile è la città di Erechim, dove si trova la cattedrale di San Giuseppe.
Il territorio si estende su una superficie di 5.586 km² ed è suddiviso in 30 parrocchie.

## Storia
La diocesi è stata eretta il 27 maggio 1971 con la bolla Cum Christus di papa Paolo VI, ricavandone il territorio dalla diocesi di Passo Fundo (oggi arcidiocesi).
Originariamente suffraganea dell'arcidiocesi di Porto Alegre, il 13 aprile 2011 è entrata a far parte della provincia ecclesiastica dell'arcidiocesi di Passo Fundo.
Il 2 dicembre 2014 la Congregazione per il culto divino e la disciplina dei sacramenti ha confermato San Giuseppe patrono principale della diocesi.

## Cronotassi dei vescovi
Si omettono i periodi di sede vacante non superiori ai 2 anni o non storicamente accertati.
- João Aloysio Hoffmann † (27 maggio 1971 - 26 gennaio 1994 ritirato)
- Girônimo Zanandréa † (26 gennaio 1994 succeduto - 6 giugno 2012 ritirato)
- José Gislon, O.F.M.Cap. (6 giugno 2012 - 26 giugno 2019 nominato vescovo di Caxias do Sul)
- Adimir Antônio Mazali, dal 15 aprile 2020

## Statistiche
La diocesi nel 2023 su una popolazione di 232.000 persone contava 185.000 battezzati, corrispondenti al 79,7% del totale.
| anno | popolazione | popolazione | popolazione | presbiteri | presbiteri | presbiteri | presbiteri                | diaconi | religiosi | religiosi | parrocchie |
| anno | battezzati  | totale      | %           | numero     | secolari   | regolari   | battezzati per presbitero | diaconi | uomini    | donne     | parrocchie |
| ---- | ----------- | ----------- | ----------- | ---------- | ---------- | ---------- | ------------------------- | ------- | --------- | --------- | ---------- |
| 1976 | 172.412     | 197.176     | 87,4        | 51         | 36         | 15         | 3.380                     | 10      | 30        | 189       | 25         |
| 1980 | 197.000     | 227.000     | 86,8        | 47         | 36         | 11         | 4.191                     | 10      | 29        | 187       | 26         |
| 1990 | 234.000     | 247.000     | 94,7        | 51         | 33         | 18         | 4.588                     | 20      | 30        | 175       | 27         |
| 1999 | 186.000     | 214.000     | 86,9        | 56         | 38         | 18         | 3.321                     | 17      | 34        | 139       | 27         |
| 2000 | 190.000     | 218.000     | 87,2        | 53         | 42         | 11         | 3.584                     | 17      | 25        | 139       | 27         |
| 2001 | 168.381     | 222.000     | 75,8        | 51         | 39         | 12         | 3.301                     | 17      | 27        | 165       | 27         |
| 2002 | 168.381     | 213.005     | 79,1        | 54         | 40         | 14         | 3.118                     | 16      | 22        | 143       | 27         |
| 2003 | 168.381     | 213.005     | 79,1        | 51         | 40         | 11         | 3.301                     | 16      | 11        | 161       | 27         |
| 2004 | 168.381     | 213.005     | 79,1        | 51         | 40         | 11         | 3.301                     | 16      | 17        | 166       | 27         |
| 2006 | 172.000     | 218.000     | 78,9        | 50         | 42         | 8          | 3.440                     | 13      | 18        | 116       | 28         |
| 2013 | 171.700     | 215.000     | 79,9        | 59         | 47         | 12         | 2.910                     | 15      | 21        | 89        | 30         |
| 2016 | 175.900     | 220.500     | 79,8        | 60         | 49         | 11         | 2.931                     | 15      | 17        | 99        | 30         |
| 2019 | 180.130     | 225.820     | 79,8        | 56         | 46         | 10         | 3.216                     | 16      | 25        | 69        | 30         |
| 2021 | 183.000     | 229.400     | 79,8        | 52         | 46         | 6          | 3.519                     | 16      | 27        | 73        | 30         |
| 2023 | 185.000     | 232.000     | 79,7        | 50         | 46         | 4          | 3.700                     | 24      | 27        | 66        | 30         |